# Cor van der Gijp
Cornelis „Cor” van der Gijp (ur. 1 sierpnia 1931 w Dordrechcie, zm. 12 listopada 2022) – piłkarz holenderski grający na pozycji napastnika. W swojej karierze rozegrał 13 meczów i strzelił 6 goli w reprezentacji Holandii. Jego bracia Wim, Janus i Freek także byli piłkarzami, podobnie jak bratanek René.

## Kariera klubowa
Swoją karierę piłkarską van der Gijp rozpoczął w klubie SC Emma z Dordrechta. W 1953 roku zadebiutował w nim w mistrzostwach Holandii. W SC Emma grał przez dwa lata.
W 1955 roku van der Gijp przeszedł do Feyenoordu. W sezonie 1956/1957 grał w nim w rozgrywkach nowo utworzonej Eredivisie, w której zadebiutował 2 września 1956 w zremisowanym 3:3 wyjazdowym meczu z Willem II Tilburg, w którym strzelił gola. Swój pierwszy sukces z Feyenoordem osiągnął w sezonie 1960/1961, gdy wywalczył mistrzostwo Holandii. W sezonie 1961/1962 obronił z Feyenoordem tytuł mistrzowski. W Feyenoordzie występował do końca sezonu 1963/1964.
Latem 1964 roku van der Gijp odszedł z Feyenoordu do drugoligowego Blauw-Wit Amsterdam. Występował w nim trzy sezony, a w 1967 roku zakończył karierę w wieku niespełna 36 lat.
| Sezon   | Klub                | Kraj     | Rozgrywki          | Mecze | Bramki |
| ------- | ------------------- | -------- | ------------------ | ----- | ------ |
| 1953/54 | SC Emma             | Holandia | Landskampioenschap | ?     | ?      |
| 1954/55 | SC Emma             | Holandia | Landskampioenschap | ?     | ?      |
| 1955/56 | Feyenoord Rotterdam | Holandia | Landskampioenschap | 19    | 16     |
| 1956/57 | Feyenoord Rotterdam | Holandia | Eredivisie         | 32    | 31     |
| 1957/58 | Feyenoord Rotterdam | Holandia | Eredivisie         | 33    | 20     |
| 1958/59 | Feyenoord Rotterdam | Holandia | Eredivisie         | 34    | 15     |
| 1959/60 | Feyenoord Rotterdam | Holandia | Eredivisie         | 31    | 17     |
| 1960/61 | Feyenoord Rotterdam | Holandia | Eredivisie         | 32    | 28     |
| 1961/62 | Feyenoord Rotterdam | Holandia | Eredivisie         | 31    | 19     |
| 1962/63 | Feyenoord Rotterdam | Holandia | Eredivisie         | 17    | 8      |
| 1963/64 | Feyenoord Rotterdam | Holandia | Eredivisie         | 4     | 2      |
| 1964/65 | Blauw-Wit Amsterdam | Holandia | Eerste divisie     | ?     | ?      |
| 1965/66 | Blauw-Wit Amsterdam | Holandia | Eerste divisie     | ?     | ?      |
| 1966/67 | Blauw-Wit Amsterdam | Holandia | Eerste divisie     | ?     | ?      |

## Kariera reprezentacyjna
W reprezentacji Holandii van der Gijp zadebiutował 7 marca 1954 roku w wygranym 1:0 towarzyskim meczu z reprezentacją Anglii, rozegranym w Rotterdamie. Wcześniej, w 1952 roku, wystąpił z kadrą olimpijską na igrzyskach olimpijskich w Helsinkach. W swojej karierze grał w: eliminacjach do MŚ 1958 i do MŚ 1962. Od 1954 do 1961 roku rozegrał w kadrze narodowej 13 meczów i strzelił w nich 6 goli.
| Mecze i gole w reprezentacji | Mecze i gole w reprezentacji | Mecze i gole w reprezentacji    | Mecze i gole w reprezentacji | Mecze i gole w reprezentacji | Mecze i gole w reprezentacji | Mecze i gole w reprezentacji |
| #                            | Data                         | Stadion                         | Rywal                        | Wynik                        | Gol                          | Rozgrywki                    |
| 1954                         | 1954                         | 1954                            | 1954                         | 1954                         | 1954                         | 1954                         |
| ---------------------------- | ---------------------------- | ------------------------------- | ---------------------------- | ---------------------------- | ---------------------------- | ---------------------------- |
| 1.                           | 07.03.1954                   | Rotterdam, Holandia             | Anglia                       | 1:0                          | 0                            | towarzyski                   |
| 2.                           | 24.10.1954                   | Antwerpia, Belgia               | Belgia                       | 3:4                          | 1                            | towarzyski                   |
| 1955                         |                              |                                 |                              |                              |                              |                              |
| 3.                           | 01.05.1955                   | Dublin, Irlandia                | Irlandia                     | 0:1                          | 0                            | towarzyski                   |
| 1956                         |                              |                                 |                              |                              |                              |                              |
| 4.                           | 15.09.1956                   | Lozanna, Szwajcaria             | Szwajcaria                   | 3:2                          | 1                            | towarzyski                   |
| 1957                         |                              |                                 |                              |                              |                              |                              |
| 5.                           | 30.01.1957                   | Madryt, Hiszpania               | Hiszpania                    | 1:5                          | 0                            | towarzyski                   |
| 6.                           | 20.03.1957                   | Rotterdam, Holandia             | Luksemburg                   | 4:1                          | 2                            | el. MŚ 1958                  |
| 7.                           | 03.04.1957                   | Amsterdam, Holandia             | RFN                          | 1:2                          | 0                            | towarzyski                   |
| 8.                           | 28.04.1957                   | Amsterdam, Holandia             | Belgia                       | 1:1                          | 0                            | towarzyski                   |
| 1959                         |                              |                                 |                              |                              |                              |                              |
| 9.                           | 27.05.1959                   | Amsterdam, Holandia             | Szkocja                      | 1:2                          | 1                            | towarzyski                   |
| 1960                         |                              |                                 |                              |                              |                              |                              |
| 10.                          | 26.06.1960                   | Meksyk, Meksyk                  | Meksyk                       | 1:3                          | 0                            | towarzyski                   |
| 11.                          | 29.06.1960                   | Willemstad, Antyle Holenderskie | Antyle Holenderskie          | 0:0                          | 0                            | towarzyski                   |
| 12.                          | 02.10.1960                   | Antwerpia, Belgia               | Belgia                       | 4:1                          | 0                            | towarzyski                   |
| 1961                         |                              |                                 |                              |                              |                              |                              |
| 13.                          | 22.10.1961                   | Budapeszt, Węgry                | Węgry                        | 3:3                          | 0                            | el. MŚ 1962                  |